# RIM-162 ESSM
RIM-162 ESSM (англ. Evolved Sea Sparrow Missile)— американская зенитная ракета класса «корабль-воздух» средней дальности, оснащённая полуактивной радиолокационной головкой самонаведения. Является развитием ЗУР RIM-7 Sea Sparrow, используется также и для обеспечения противоракетной защиты кораблей.
Год принятия на вооружение — 2004 год. Производится корпорацией Raytheon.

## История
Разработка замены корабельной ЗУР малой дальности «Си Сперроу» была начата в 1988 году со стадии разработки концепции компаниями «Хьюз Эйркрафт» и «Рейтеон», при этом, требовалось сохранить совместимость с пусковыми установками для ракет «Си Сперроу».
В 1995 году «Хьюз» была объявлена победителем в конкурсе на разработку ESSM, но для дальнейшей разработки ЗУР объединила усилия совместно с «Рейтеон». После приобретения ракетного подразделения «Хьюз» компанией «Рейтеон», последняя стала единственным подрядчиком по проекту ESSM.
Лётные испытания различных опытных вариантов ESSM были начаты в сентябре 1998 года, при этом испытания включали в себя выполнение перехвата воздушных мишеней и моделирование ракетных угроз. Опытная войсковая эксплуатация (войсковая оценка — OpEval) комплекса с ESSM была завершена с положительным результатом в сентябре 2003 года.

### Производство и оснащение
Разрешение на полномасштабное серийное производство было выдано помощником министра военно-морских сил США по НИОКР Джоном Янгом 12 января 2004 года и уже через месяц первый корабль ВМС США — «эсминец УРО Чэффи» был оснащён зенитными ракетами ESSM. В марте 2004 года ракеты поступили на эсминец «МакКэмпбелл», а вскоре ими начали оснащаться крейсера УРО, имеющие систему «Иджис» — крейсера типа «Тикондерога», а также атомные авианосцы.

## Конструкция

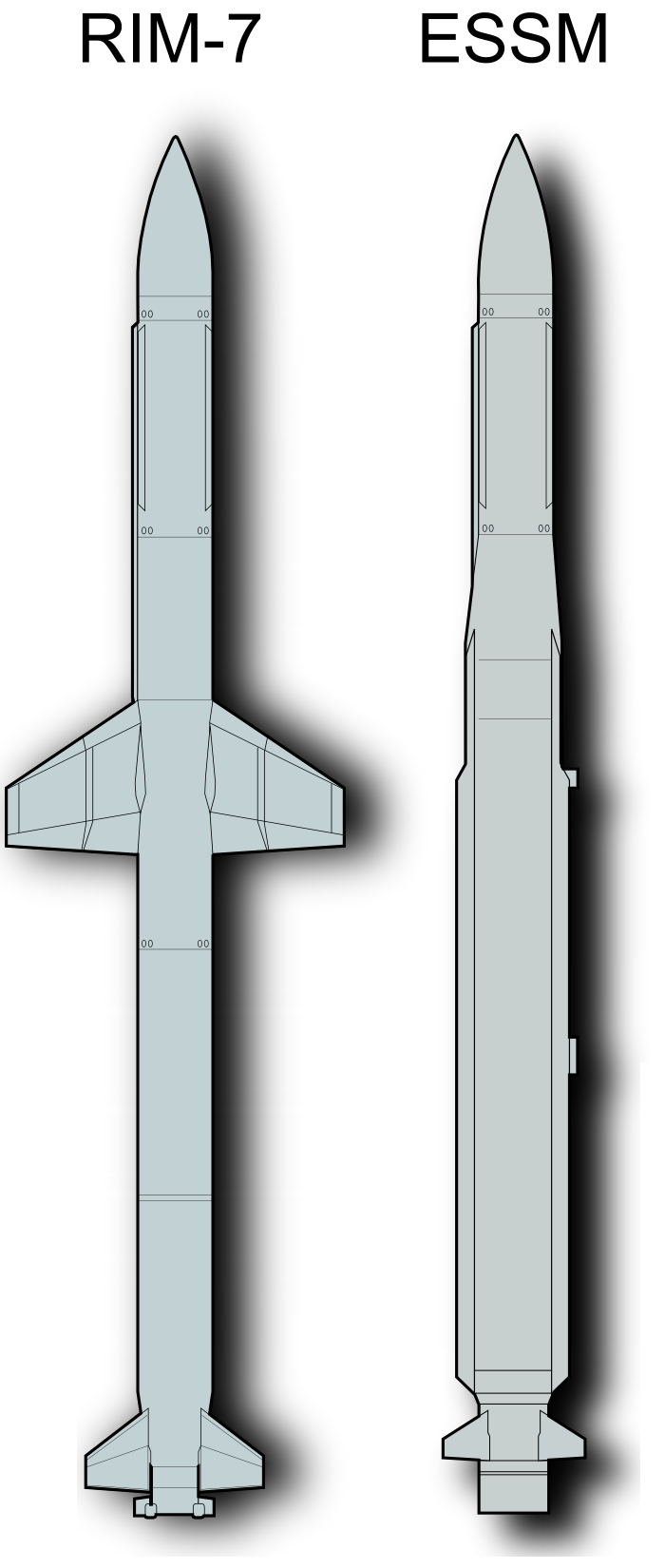

Хотя конструкция RIM-162 и основывалась на дизайне предшественницы RIM-7P, она является практически новой ракетой по многим аспектам.
Органы управления ракеты расположены в хвостовой части, вместо крыльев использованы удлинённые узкие рёбра, располагаемая при манёврах перегрузка в 50 g достигается за счёт управления вектором тяги. Основными особенностями ESSM являются полностью новый разгонный РДТТ большего диаметра (254 мм), новый автопилот и новая осколочно-фугасная боевая часть. Эффективная дальность новой ЗУР по сравнению с RIM-7P была значительно увеличена, поэтому ESSM классифицируется как зенитная ракета средней дальности.

## Модификации
Предусмотрено четыре варианта ESSM для ведения серийного производства:
- RIM-162A — модификация, адаптированная для пуска из вертикальной пусковой установки (ВПУ) типа MK.41 VLS кораблей, оснащённых системой «Aegis», при этом в одну ячейку ВПУ устанавливается контейнер Mk.25 с четырьмя ракетами RIM-162A;
- RIM-162B — вариант ракеты предназначенный для использования совместно с ВПУ MK.41 VLS на кораблях, не имеющих БИУС «Aegis», и соответственно, лишённый аппаратуры S-диапазона для связи с вышестоящим звеном управления «Aegis»;
  - RIM-162C — модификация RIM-162B для использования совместно с ВПУ Mk.48;
  - RIM-162D — модификация RIM-162B для использования совместно с наклонной контейнерной ПУ Mk.29.

В 2018 году прошли испытания новой модификации ракеты ESSM Block.2, получившей новую головку наведения. На вооружение модифицированные ракеты должны поступить в 2020 году.

## Тактико-технические характеристики
- Модификация: RIM-162A
- Стартовая масса: 280 кг
- Длина ракеты: 3,66 м
- Диаметр: 0,254 м
- Дальность действия: ~ 50 км
- Двигательная установка: РДТТ Mk.143 Mod.0
- Скорость полёта: более 4 М
- Располагаемая перегрузка: 50 g
- Боевая часть: осколочно-фугасная
  - Масса БЧ: 39 кг
- Пусковая установка: вертикальная ПУ Mk.41 VLS кораблей системы AEGIS
  - Количество ракет на ПУ — 4 на одну ячейку